# آن یونگ بوک
آن یونگ بوک (انگلیسی: An Yong-bok؛ زادهٔ ۱ ژانویهٔ ۱۶۵۵) ماهی‌گیر در
پادشاهی چوسان در قرن هفدهم بود که به علت سفر به ژاپن در دوران قرنطینه این کشور مشهور است. به جز اسمش، اطلاعات اندکی در مورد یونگ بوک وجود دارد که اشراف‌زاده یا یک سیاستمدار نبود. تاریخ تولد و وفاتش دقیقاً مشخص نیست اما یادداشت‌های موجود در کتابی نوشته شده توسط لی ایک (محققی کنفسیوسی در اواخر دوران چوسون) نشان می‌دهد که یونگ بوک پاروزنی از نیروهای دریایی در دونگ نه در منطقه گیونگ سانگ بود و اینکه وی در زبان ژاپنی مهارت داشت. در حقیقت یونگ بوک توانست زبان ژاپنی را به دلیل بازدیدهای متناوبش از یک مسافرخانه مختص ژاپنی‌ها در آن منطقه فرا بگیرد که به عنوان یک دفتر تجاری نیز مورد استفاده قرار می‌گرفت. سلاست وی در زبان ژاپنی در سال ۱۶۹۳ درخشید.